# Björn Otto
Björn Otto (né le 16 octobre 1977 à Frechen en Rhénanie-du-Nord-Westphalie) est un athlète allemand, pratiquant le saut à la perche.

## Biographie
En début de saison 2012, Björn Otto améliore le record d'Allemagne en salle du saut à la perche en effaçant une barre à 5,92 m, en février à Potsdam, avant de rééditer cette performance quelques jours plus tard à Karlsruhe. Il participe aux Championnats du monde en salle d'Istanbul où il remporte la médaille d'argent avec un saut à 5,80 m, s'inclinant largement face au Français Renaud Lavillenie, auteur de la meilleure performance mondiale de l'année avec 5,95 m. 
Fin juin, aux Championnats d'Europe d'Helsinki, l'Allemand franchit 5,92 m à sa seconde tentative et améliore à cette occasion de deux centimètres son record personnel établi lors de la saison 2007. Il échoue par la suite trois fois à 6,02 m et abandonne le titre à Lavillenie qui franchit quant à lui 5,97 m. Le même scenario se reproduit, à quelques détails près, aux Jeux Olympiques de Londres, en août 2012 : après avoir pris la tête de la compétition avec un succès dès le premier saut à 5,91 m, Björn Otto échoue deux fois à 5,97 m et une troisième fois à 6,02 m, abandonnant ainsi le titre à Lavillenie qui avait franchi les 5,97 m à sa première tentative. Le 5 septembre 2012, lors d'un concours de rue à Aix-la-Chapelle, il remporte le concours en passant 6,01 m ; il s'empare ainsi de la meilleure performance de l'année et devient le 18e perchiste à franchir la barre des 6 mètres. Même si cette compétition ne s'est pas déroulée dans un stade, la performance est homologuée par l'IAAF.
Il se classe troisième des championnats du monde 2013, à Moscou, derrière Raphael Holzdeppe et Renaud Lavillenie, en franchissant 5,82 m,
Il se blesse lors de l'hiver 2014 à l'échauffement d'une compétition. Il fait son grand retour le 16 janvier 2016 mais l'annule finalement le jour même à la suite d'une gastro intestinale. Il reporte son ouverture de saison estivale à cause d'une blessure au pied, l'empêchant très probablement de se qualifier pour les Jeux olympiques de Rio.
Il met un terme à sa carrière début septembre 2016 où il réalise sa 1re compétition depuis 2014, sautant 5,10 m.

## Palmarès
| Date | Compétition                       | Lieu             | Résultat | Marque  |
| ---- | --------------------------------- | ---------------- | -------- | ------- |
| 2000 | Championnats d'Europe en salle    | Gand             | 6e       | 5,50 m  |
| 2001 | Universiade                       | Pékin            | 7e       |         |
| 2003 | Universiade                       | Daegu            | 3e       | 5,50 m  |
| 2005 | Championnats d'Europe en salle    | Madrid           | 4e       | 5,70 m  |
| 2005 | Universiade                       | Izmir            | 1er      | 5,80 m  |
| 2007 | Championnats d'Europe en salle    | Birmingham       | 3e       | 5,71 m  |
| 2007 | Championnats du monde             | Osaka            | 5e       | 5,81 m  |
| 2007 | Finale mondiale de l'IAAF         | Stuttgart        | 2e       | 5,86 m  |
| 2012 | Championnats du monde en salle    | Istanbul         | 2e       | 5,80 m  |
| 2012 | Championnats d'Europe             | Helsinki         | 2e       | 5,92 m  |
| 2012 | Jeux olympiques d'été             | Londres          | 2e       | 5,91 m  |
| 2012 | Ligue de diamant                  | Ligue de diamant | 2e       | détails |
| 2013 | Championnats d'Europe en salle    | Göteborg         | 2e       | 5,76 m  |
| 2013 | Championnats d'Europe par équipes | Gateshead        | 3e       | 5,50 m  |
| 2013 | Championnats du monde             | Moscou           | 3e       | 5,82 m  |
| 2013 | Ligue de diamant                  | Ligue de diamant | 4e       | détails |

## Records
| Épreuve          | Épreuve      | Performance | Lieu            | Date             |
| ---------------- | ------------ | ----------- | --------------- | ---------------- |
| Saut à la perche | En plein air | 6,01 m      | Aix la Chapelle | 5 septembre 2012 |
| Saut à la perche | En salle     | 5,92 m      | Potsdam         | 19 février 2012  |
| Saut à la perche | En salle     | 5,92 m      | Karlsruhe       | 26 février 2012  |